# Христиновка (Амурская область)
Христи́новка — село в Мазановском районе Амурской области России. Входит в состав Сапроновского сельсовета.

## География
Село Христиновка расположено к югу от районного центра Мазановского района села Новокиевский Увал, расстояние (через Юбилейное) — 24 км.
Через Христиновку проходит автодорога областного значения Серышево — Новокиевский Увал — Экимчан — Златоустовск.
Расстояние до административного центра Сапроновского сельсовета села Сапроново — 10 км (на юг).

## Население
| 2002 | 2010 | 2012 | 2013 | 2014 | 2015 | 2016 |
| ---- | ---- | ---- | ---- | ---- | ---- | ---- |
| 91   | ↘57  | ↘48  | →48  | ↘43  | ↗46  | ↘45  |
| 2017 | 2018 |      |      |      |      |      |
| ↘38  | ↘37  |      |      |      |      |      |

## Улицы
- пер. Дорожный,
- ул. Озёрная.